# Ceryx ceylonica
Ceryx ceylonica là một loài bướm đêm thuộc phân họ Arctiinae, họ Erebidae.